# ميك والكر
ميك والكر (بالإنجليزية: Mick Walker)‏ هو متسابق دراجات نارية وشخصية أعمال بريطاني، ولد في 30 نوفمبر 1942 في Wretton ‏ في المملكة المتحدة، وتوفي في 8 مارس 2012.